# Retocomus lindrothi
Retocomus lindrothi är en skalbaggsart som beskrevs av Abdullah 1965. Retocomus lindrothi ingår i släktet Retocomus och familjen kvickbaggar. Inga underarter finns listade i Catalogue of Life.